# (556068) 2014 JR80
(556068) 2014 JR80 est un objet transneptunien du groupe des plutinos une planète naine possible.